# 大野美代子
大野 美代子（おおの みよこ、1939年 - 2016年8月）は、日本の建築家・橋梁デザイナー。
株式会社エムアンドエムデザイン事務所（M+M Design Office）の主宰を務め、橋梁や道路、その付属施設の景観デザインなどを手がける。愛知県立芸術大学と東京工業大学の非常勤講師を歴任。

## 略歴
岡山県出身。1958年、岡山県立岡山朝日高等学校卒業。1963年、 多摩美術大学美術学部デザイン科卒業。
- 1963年 - 松屋のインテリアデザイン室に勤務。
- 1966年 - ジェトロの海外デザイン留学生として、スイスのオットー・グラウス建築設計事務所に勤務。
- 1968年 - 日本に帰国。
- 1971年 - エムアンドエムデザイン事務所を設立。家具デザインや住宅・病院などにおけるインテリアデザインを手掛ける。
- 1977年 - 自身初の橋梁デザインを手掛ける。以降、橋梁関係のデザインがメインとなる。
- 2016年8月 - 病気のため76歳で死去。

## 受賞歴
- 1977年 土木学会田中賞 蓮根歩道橋
- 1986年 土木学会田中賞  かつしかハープ橋
- 1989年 土木学会田中賞  横浜ベイブリッジ
- 1991年 都市景観大賞  鶴見橋
- 1994年 土木学会田中賞  小田原ブルーウェイブリッジ
- 1996年 土木学会田中賞  屋代橋梁
- 1997年 土木学会田中賞  名港中央大橋
- 1999年 都市景観大賞 くすの栄橋
- 2000年 グッドデザイン賞 鮎の瀬大橋
- 2001年, 2003年, 2004年, 2009年 土木学会田中賞 新東名高速道路
- 2001年 土木学会デザイン賞 優秀賞  鶴見橋
- 2002年 土木学会デザイン賞 最優秀賞  鮎の瀬大橋
- 2003年 土木学会デザイン賞 最優秀賞  陣ヶ下高架橋
- 2003年 グッドデザイン賞 謙信公大橋
- 2010年 土木学会デザイン賞 優秀賞  ミューザ川崎デッキ
- 2011年 土木学会デザイン賞 優秀賞  はまみらいウォーク

## 主な著書
- BRIDGE-風景を創る橋（2009／鹿島出版会）
- 広島市都市計画局都市デザイン室発行『新風景を求めて』（ぎょうせい出版中国支社、1997年）

## 参考情報
- エンジニア･アーキテクト協会（EAA）：大野 美代子